# Liste der Monuments historiques in Petit-Croix
Die Liste der Monuments historiques in Petit-Croix führt die Monuments historiques in der französischen Gemeinde Petit-Croix auf.

## Liste der Objekte
| Bezeichnung                   | Beschreibung                                                     | Standort                                    | Kennzeichnung | Schutzstatus | Datum | Bild |
| ----------------------------- | ---------------------------------------------------------------- | ------------------------------------------- | ------------- | ------------ | ----- | ---- |
| Skulptur Johannes des Täufers | Holz, polychrom gefasst und vergoldet, Ende des 18. Jahrhunderts | in der Kirche Nativité-de-Notre-Dame (Lage) | PM90000359    | Inscrit      | 1998  |      |
| Kelch                         | Silber, vergoldet, Ende des 19. Jahrhunderts                     | in der Kirche Nativité-de-Notre-Dame (Lage) | PM90000354    | Inscrit      | 1998  |      |
| Ziborium                      | Bronze, vergoldet, 19. Jahrhundert                               | in der Kirche Nativité-de-Notre-Dame (Lage) | PM90000357    | Inscrit      | 1998  |      |
| Opferstock                    | Eichenholz, Ende des 17. Jahrhunderts                            | in der Kirche Nativité-de-Notre-Dame (Lage) | PM90000188    | Classé       | 2000  |      |
| Kelch und Patene              | Silber, vergoldet, Ende des 19. Jahrhunderts                     | in der Kirche Nativité-de-Notre-Dame (Lage) | PM90000355    | Inscrit      | 1998  |      |
| Kreuz                         | Holz, polychrom gefasst, Ende des 18. Jahrhunderts               | in der Kirche Nativité-de-Notre-Dame (Lage) | PM90000358    | Inscrit      | 1998  |      |
| Glocke                        | Bronze, 1767 gegossen                                            | in der Kirche Nativité-de-Notre-Dame (Lage) | PM90000060    | Classé       | 1943  |      |
| Marienfigur                   | Holz, 15. Jahrhundert                                            | in der Kirche Nativité-de-Notre-Dame (Lage) | PM90000061    | Classé       | 1977  |      |
| Zwei Anbetungsengel           | Holz, bemalt und vergoldet, Anfang des 19. Jahrhunderts          | in der Kirche Nativité-de-Notre-Dame (Lage) | PM90000362    | Inscrit      | 1998  |      |
| Skulptur Madonna mit Kind     | Holz, bemalt und vergoldet, 18. Jahrhundert                      | in der Kirche Nativité-de-Notre-Dame (Lage) | PM90000062    | Classé       | 1981  |      |
| Kelch und Patene              | Silber, vergoldet, 19. Jahrhundert                               | in der Kirche Nativité-de-Notre-Dame (Lage) | PM33000500    | Inscrit      | 1998  |      |
| Skulptur des heiligen Blasius | Holz, polychrom gefasst und vergoldet, Ende des 18. Jahrhunderts | in der Kirche Nativité-de-Notre-Dame (Lage) | PM90000360    | Inscrit      | 1998  |      |
| Altar und Tabernakel          | Marmor, um 1800                                                  | in der Kirche Nativité-de-Notre-Dame (Lage) | PM90000361    | Inscrit      | 1998  |      |